# پی‌اس وابونو
پی‌اس وابونو (به انگلیسی: PS Waubuno) یک کشتی بود که طول آن ۱۳۵ فوت (۴۱ متر) بود. این کشتی در سال ۱۸۶۵ ساخته شد.